# Gasteria acinacifolia
Gasteria acinacifolia és una espècie de planta suculenta que pertany a la família de les asfodelàcies. És originària de Sud-àfrica.

## Descripció

### Característiques vegetatives
Gasteria acinacifolia creix sense tija, està postrada fins a la posició vertical i pot arribar a fer entre 250 a 750 mm d'alçada amb un diàmetre de 650 mm. Creix solitària o li creixen fillols i forma petits grups. Les fulles verticals, esteses i, de vegades, en forma de falç formen rosetes. El limbe foliar de color verd fosc, amb quilla fa entre 220 a 600 mm de llargada i entre 45 a 100 mm d'amplada. Està cobert de denses taques blanques disposades en franges diagonals. El teixit epidèrmic vegetal és llis i poques vegades berrugós. El marge de la fulla està finament serrat, i de vegades, és sencer i és cartilaginós. La punta punxeguda de la fulla poques vegades és arrodonida. Les fulles juvenils són dístiques, tenen forma de cinta i a diferència dels exemplars adults tenen una textura rugosa i una punta roma.

### Inflorescències i flors

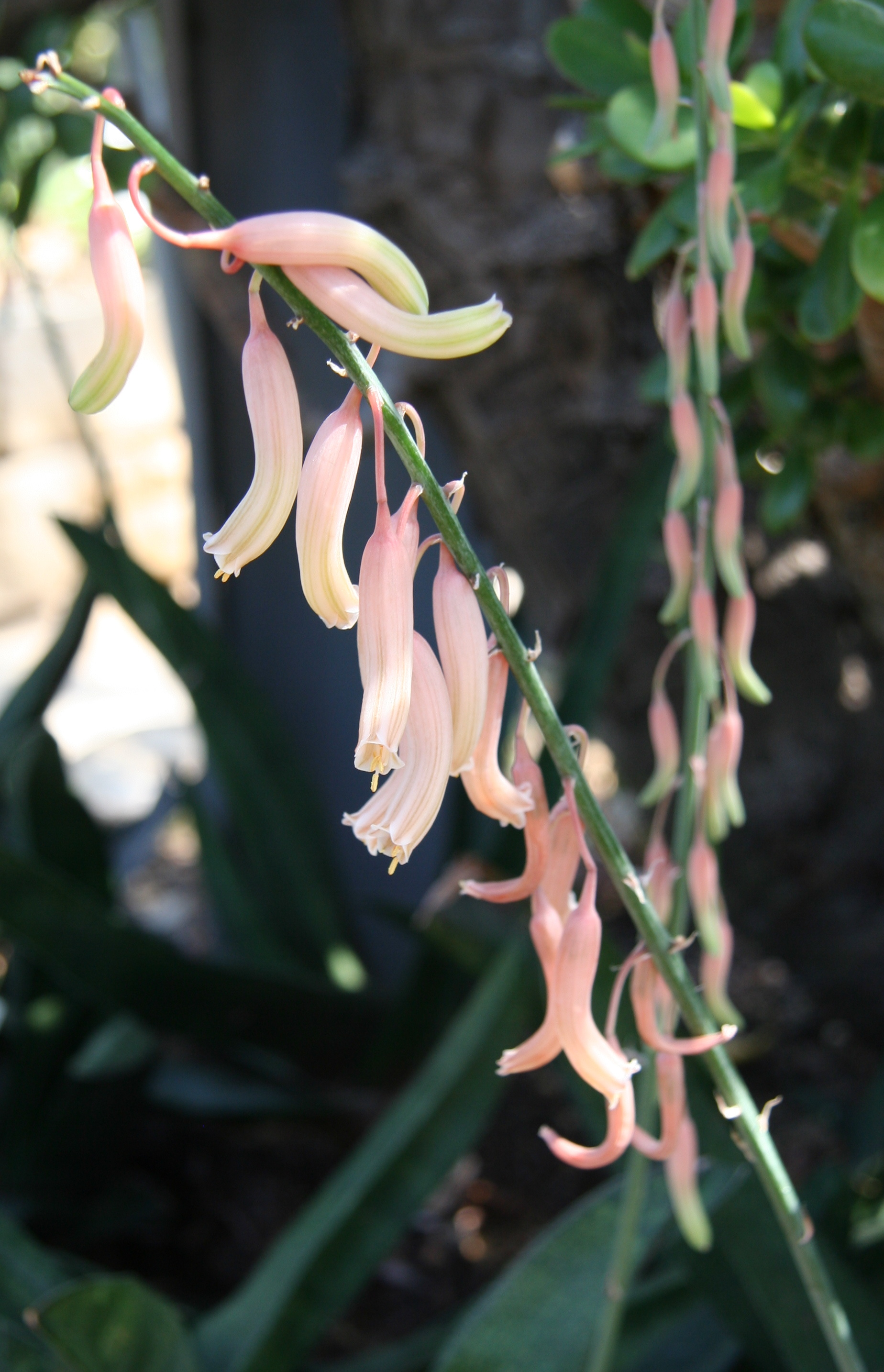
Inflorescència

La inflorescència és un raïm simple, de formació diferent, pot arribar a fer fins a 1 m d'alçada. Normalment és una panícula amb la part superior plana. Les branques de la inflorescència s'estenen horitzontalment a vertical. El periant fa entre 35 a 45 mm (rarament fins a 50 mm) de llargada i té un diàmetre de 5 a 9 mm. La part bulbosa és el·lipsoïdal estreta i s'estén sobre la meitat de la llargada de l'embolcall floral. Sovint no és restringit ni indistintament bulbós. La meitat superior de la closca de la flor rosa és de color blanc i verd. L'estil no sobresurt ni sobresurt fins a 5 mil·límetres de l'embolcall de la flor.
El període de floració s'estén des de la primavera fins a mitjan estiu.

### Fruits i llavors
Els fruits tallats o arrodonits sense embuts tenen una llargada de 35 a 43 mm. Contenen llavors de 6 a 8 mm de llargada i de 5 a 6 mm d'amplada.

## Distribució i hàbitat
Gasteria acinacifolia es distribueix a les províncies sud-africanes del Cap Occidental i a l'est del Cap Oriental; des de Buffelsbaai i Knysna fins a East London.
En el seu hàbitat solen créixer entre densos matolls de dunes costaneres, sovint a l'ombra però també exposades a ple sol. També creixen a les crestes rocoses al llarg de la costa. Les seves fulles trencadisses, quan es desprenen, arrelen ràpidament, formant brots vegetatius. Així, està ben adaptat a pertorbacions com el pasturatge i el trepitjat i les parts fragmentades simplement rebroten. Les precipitacions al seu hàbitat varien entre 600 i 1000 mm anuals durant l'hivern i l'estiu. El clima és suau i si hi ha gelades és una raresa, estius de vegades calorosos però sobretot moderats a causa del clima costaner i els hiverns suaus.

## Taxonomia
Gasteria acinacifolia va ser descrita per (J.Jacq.) Haw. i publicat a Supplementum Plantarum Succulentarum 49, a l'any 1819.
Etimologia
Gasteria : epítet derivada de la paraula llatina "gaster" que significa "estómac", per la forma de les seves flors en forma d'estómac.
acinacifolia: epítet derivada de dues paraules del llatí "acinaces" espasa recta curta, sabre, de perses i escites i "-folius" per a "fulla".
Sinonímia
- Aloe acinacifolia J.Jacq., Ecl. Pl. Rar. 1: 49 (1813). (Basiònim/sinònim substituït)
- Aloe acinacifolia var. minor Salm-Dyck, Verz. Art. Aloe: 12 (1817).
- Gasteria nitens Haw., Suppl. Pl. Succ.: 48 (1819).
- Aloe acinacifolia var. nitens (Haw.) Haw., Saxifrag. Enum. 2: 48 (1821).
- Gasteria ensifolia Haw., Philos. Mag. J. 67: 282 (1825).
- Gasteria candicans Haw., Philos. Mag. Ann. Chem. 2: 260 (1827).
- Gasteria linita Haw., Philos. Mag. Ann. Chem. 2: 360 (1827).
- Gasteria pluripunctata Haw., Philos. Mag. Ann. Chem. 2: 359 (1827).
- Gasteria venusta Haw., Philos. Mag. Ann. Chem. 2: 359 (1827).
- Aloe candicans (Haw.) Schult. & Schult.f. in J.J.Roemer & J.A.Schultes, Syst. Veg., ed. 15 bis 7: 681 (1829).
- Aloe ensifolia (Haw.) Schult. & Schult.f. in J.J.Roemer & J.A.Schultes, Syst. Veg., ed. 15 bis 7: 681 (1829).
- Aloe nitens (Haw.) Schult. & Schult.f. in J.J.Roemer & J.A.Schultes, Syst. Veg., ed. 15 bis 7: 680 (1829).
- Aloe pluripunctata (Haw.) Schult. & Schult.f. in J.J.Roemer & J.A.Schultes, Syst. Veg., ed. 15 bis 7: 681 (1829).
- Aloe venusta (Haw.) Schult. & Schult.f. in J.J.Roemer & J.A.Schultes, Syst. Veg., ed. 15 bis 7: 681 (1829).
- Gasteria acinacifolia var. ensifolia (Haw.) Baker, J. Linn. Soc., Bot. 18: 196 (1880).
- Gasteria acinacifolia var. nitens (Haw.) Baker, J. Linn. Soc., Bot. 18: 196 (1880).
- Gasteria fuscopunctata Baker, J. Linn. Soc., Bot. 18: 195 (1880).
- Gasteria acinacifolia var. pluripunctata (Haw.) Baker in W.H.Harvey & auct. suc. (eds.), Fl. Cap. 6: 300 (1896).
- Gasteria acinacifolia var. venusta (Haw.) Baker in W.H.Harvey & auct. suc. (eds.), Fl. Cap. 6: 300 (1896).
- Gasteria huttoniae N.E.Br., Bull. Misc. Inform. Kew 1908: 440 (1908).
- Gasteria lutzii Poelln., Repert. Spec. Nov. Regni Veg. 33: 242 (1933).
- Gasteria inexpectata Poelln., Repert. Spec. Nov. Regni Veg. 45: 56 (1938).[6]